# Lilian Borja
Lilian Borja Pérez (* 4. Juni 1998) ist eine mexikanische Leichtathletin, die sich auf den Siebenkampf spezialisiert hat.

## Sportliche Laufbahn
Erste internationale Erfahrungen sammelte Lilian Borja 2014 bei den Zentralamerika- und Karibik-U18-Meisterschaften in Morelia, bei denen sie mit 4508 Punkten die Silbermedaille gewann. Im Jahr darauf nahm sie an den Jugendweltmeisterschaften in Cali teil, musste ihren Wettkampf aber nach dem dritten Bewerb beenden. 2019 klassierte sie sich bei der Sommer-Universiade in Neapel mit 5448 Punkten auf dem siebten Platz und 2023 gelangte sie bei den Zentralamerika- und Karibikspielen in San Salvador mit 5717 Punkten auf den vierten Platz, ehe sie bei den Panamerikanischen Spielen in Santiago de Chile mit 5395 Punkten ebenfalls Vierte wurde. Im Jahr darauf gewann sie bei den Ibero-Amerikanischen Meisterschaften in Cuiabá mit 5637 Punkten die Silbermedaille hinter der Kolumbianerin Martha Araújo.
In den Jahren 2019 und von 2021 bis 2023 wurde Borja mexikanische Meisterin im Siebenkampf.

## Persönliche Bestleistungen
- Siebenkampf: 5776 Punkte, 29. April 2023 in León